# Actinote adriana
Actinote adriana är en fjärilsart som beskrevs av Carl Heinrich Hopffer 1894. Actinote adriana ingår i släktet Actinote och familjen praktfjärilar. Inga underarter finns listade i Catalogue of Life.